# Sion

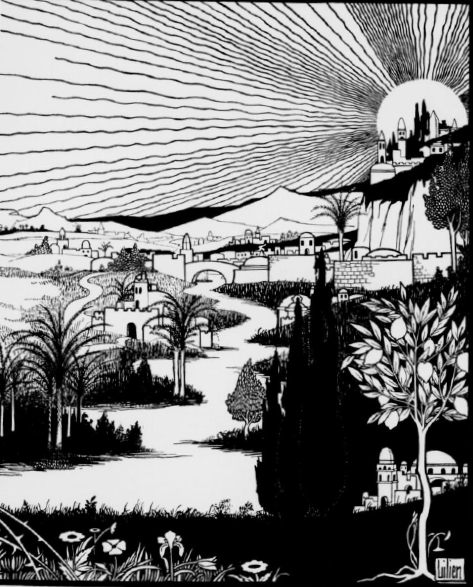
Ephraim Moses Lilien, Sion, 1903.

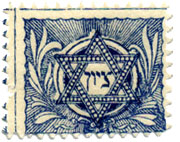
Lilien, Estampilla para el Keren Kayemet, Viena, 1901-2. Su configuración simbólica presenta una estrella de David conteniendo la palabra Sion en caracteres hebreos.

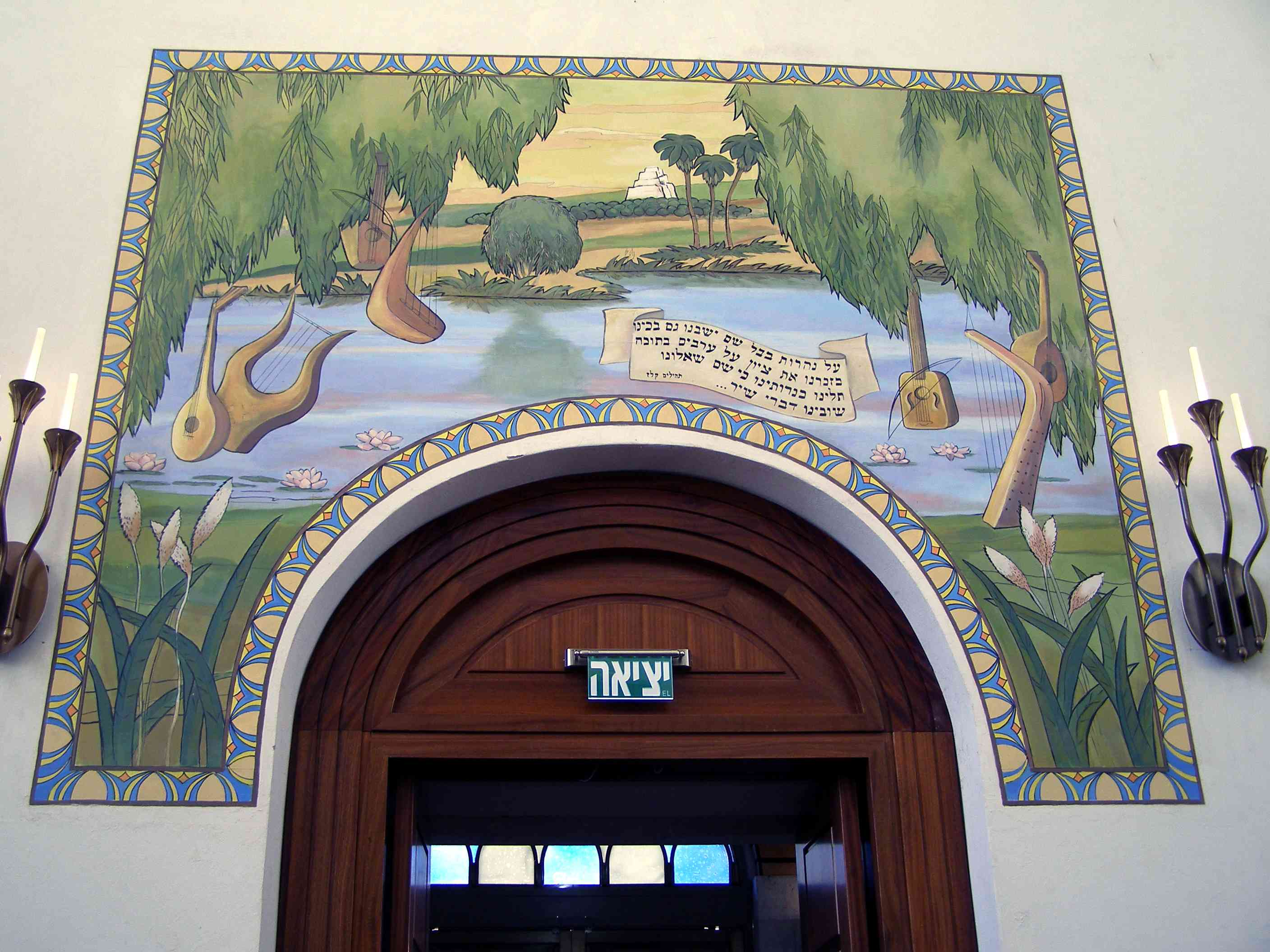
Mural que recuerda la condición judía durante el Cautiverio en Babilonia: "Junto a los ríos de Babilonia, nos sentábamos y llorábamos, al acordarnos de Sion. Sobre los sauces en medio de ella colgamos nuestras arpas" (Salmo 137). Sinagoga Hurva, Jerusalén. Restauración por Nahum Meltzer, 2006-2010.

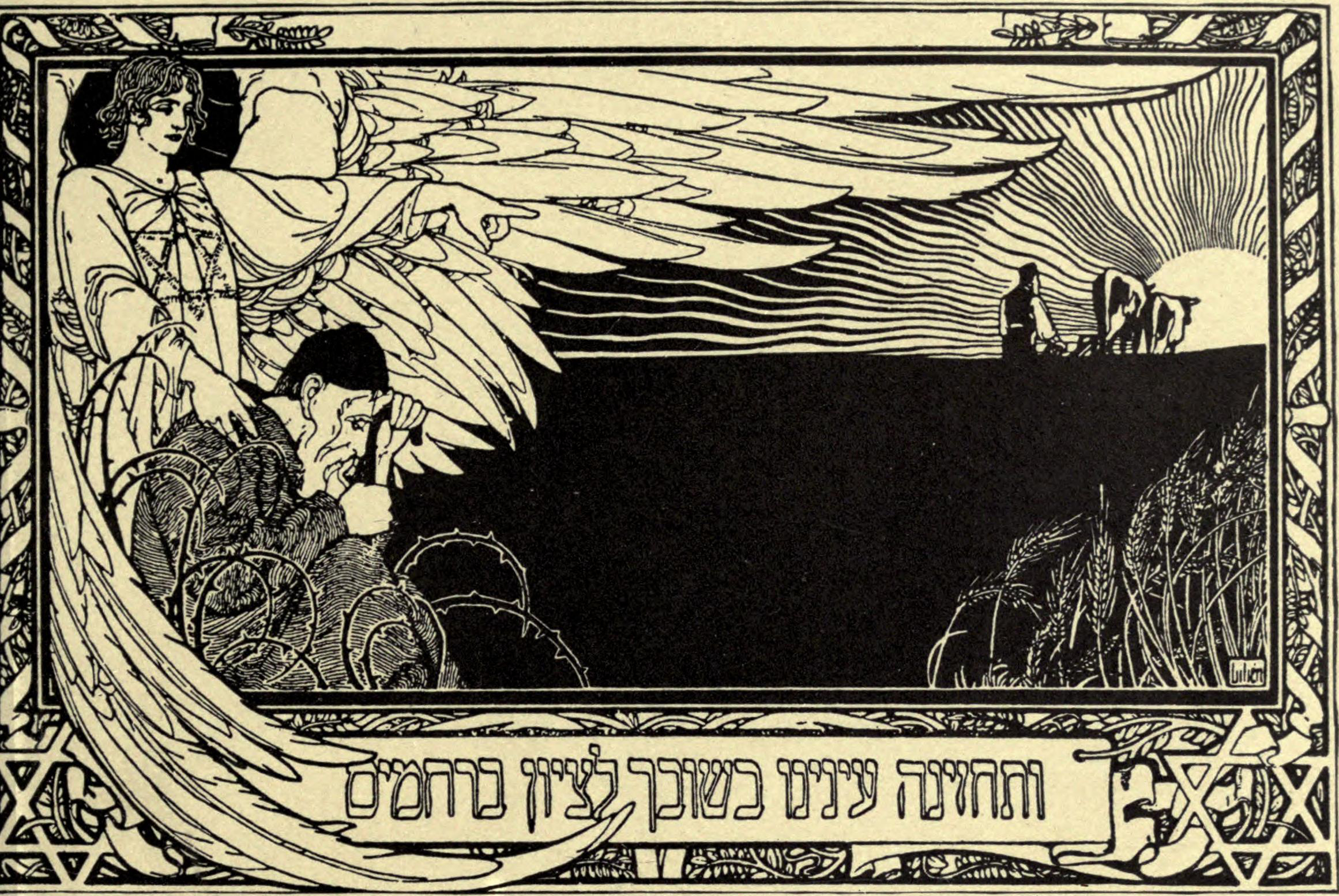
Y nuestros ojos verán con piedad tu retorno a Sion. Estampa de Lilien para el Quinto Congreso Sionista, Basilea, diciembre de 1901.

Hatikva. En el himno nacional de
Israel, el término Sion figura dos veces.

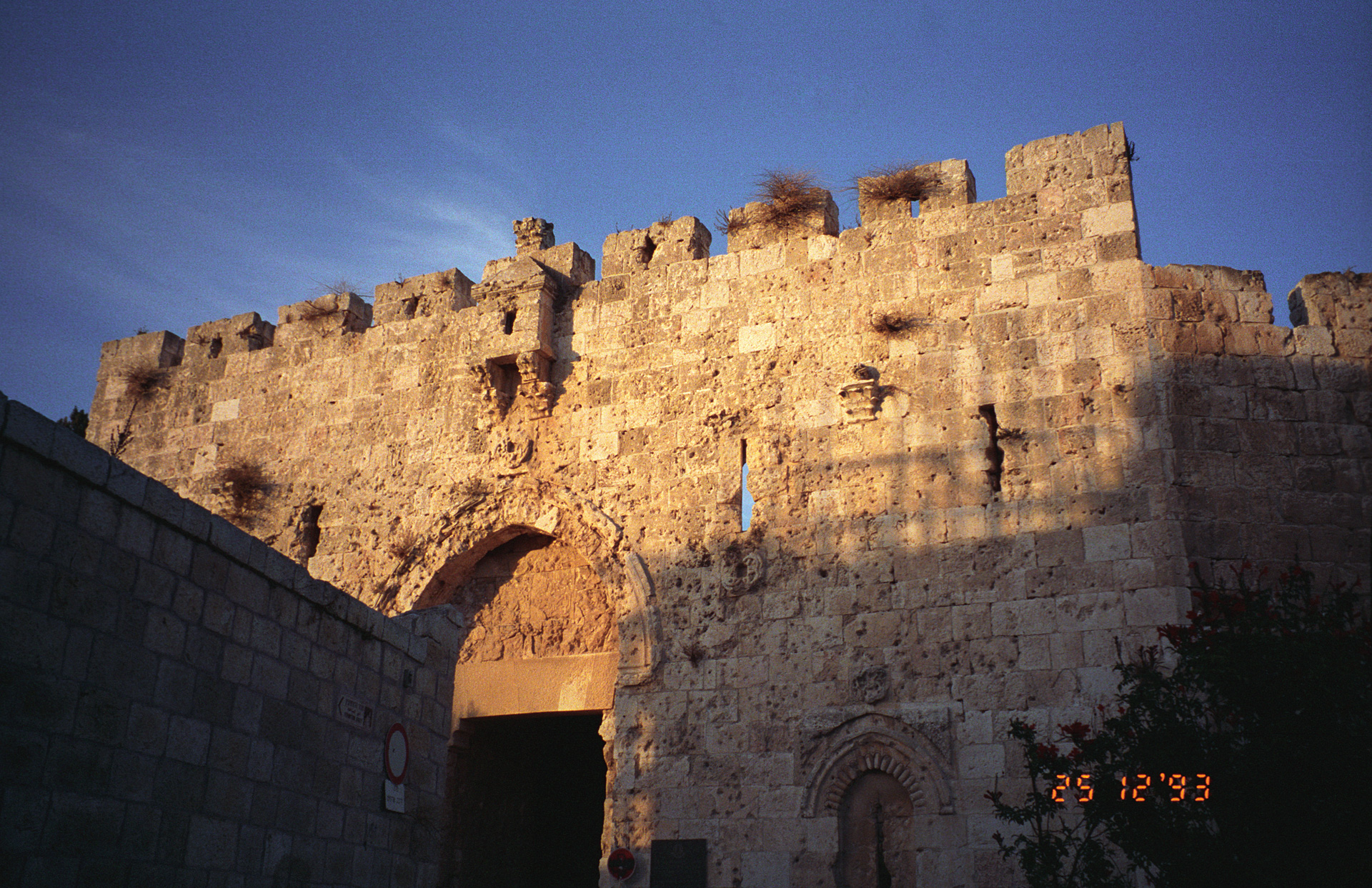
Puerta de Sion, Jerusalén, 1540.

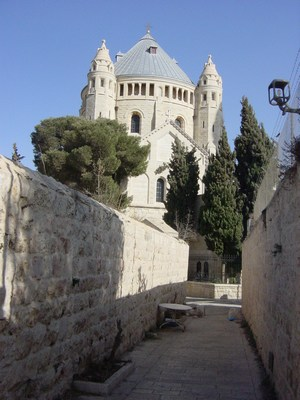
Iglesia de la Dormición de María (Iglesia católica), en Monte Sion.

Sion (en hebreo: צִיּוֹן, tsiyyon; transliterado a veces como Zion, Tzion o Tsion) fue inicialmente el nombre de una fortaleza jebusea conquistada por el rey David y que se encontraba situada en la actual Jerusalén. La fortaleza se situaba en una colina del lado sureste de Jerusalén, el Monte Sion, y se menciona en la Biblia como el centro espiritual y la "madre de todos los pueblos" (Salmo 87, 2).
En el Libro de los Salmos figuran los Cánticos de Sion, conjunto de himnos gloriosos sobre la presencia de Dios en relación con el pueblo de Israel, desde el diálogo con Moisés, pasando por el Arca de la Alianza y hasta llegar al Templo de Jerusalén.
Sion es un término que hace referencia a una sección de Jerusalén, la cual, por definición bíblica, es la Ciudad de David. A menudo suele emplearse el término como sinónimo de "Jerusalén".
Tras la muerte de David, el término comenzó a usarse para definir la colina en que se situaba el Templo de Salomón. Más tarde, Sion se empleó para hacer referencia tanto al templo como a sus propios cimientos.
Como recoge la Biblia en numerosos de sus pasajes (y, especialmente, en Isaías: 60), este nombre se utilizó durante mucho tiempo como referencia no solo de la ciudad, sino también de la noción de Jerusalén como centro espiritual del pueblo judío; y, por extensión, a la Tierra Prometida.
En el Medievo, Sion lo usaban militares y religiosos católicos para denominar a la orden de Sion durante la primera cruzada (siglo XII).
En el siglo XIX, el sionismo o movimiento nacionalista moderno del pueblo judío adoptó el término Sion por consenso general y desde entonces su empleo se mantuvo para designar no solo a Jerusalén, sino a toda la Tierra de Israel.

## Simbólico de "Liberación"
Uno de los pasajes bíblicos más famosos que hacen referencia al término se encuentra en el Salmo 137: 

Junto a los ríos, en Babilonia, allí nos sentábamos, y llorábamos al acordarnos de Sion.

En dicho salmo, Sion es considerada ser un lugar de unidad, paz y libertad, literalmente opuesto a Babilonia, ciudad decadente y caracterizada por su explotación sistemática del género humano.
El anhelo de los judíos por Sion, comenzando desde su deportación y esclavitud durante el cautiverio babilonio.
El anhelo fue luego también adoptado por los esclavos negros en los Estados Unidos. 
Los esclavos negros cristianos anhelaban Sion. 
Incluso luego de la Guerra Civil. -continuó- siendo por los negros que en ese país -continuaban- aún oprimidos.
Sion pasó a simbolizar el anhelo de los pueblos desposeídos y errantes por una tierra segura. Podía aludir a un lugar específico, como Etiopía en el caso de rastafaris. Para otros adquirió un sentido puramente espiritual, significando el hogar espiritual, ya sea el cielo o la paz de espíritu en la vida presente de un individuo.
En el caso del pueblo hebreo ambas ideas se conjugan en el himno nacional de Israel, titulado Hatikva y escrito en 1878; es allí donde el término Sion adquiere un papel protagónico expresando las dos veces milenaria Esperanza colectiva y nacional del pueblo israelita: 
| כל עוד בלבב פנימה נפש יהודי הומיה, ולפאתי מזרח קדימה, עין לציון צופיה,               | Kol od balevav penima Nefesh yehudi homia Ulfaatei mizraj kadima Áin leTsion tsofia                  | Mientras en lo profundo del corazón palpite un alma judía, y dirigiéndose hacia el Oriente un ojo aviste a Sion,                              |
| עוד לא אבדה תקוותנו, התקווה בת שנות אלפים, להיות עם חופשי בארצנו, ארץ ציון וירושלים. | Od lo avda tikvaténu Hatikva bat shnot alpaaim Lihiot am jofshi beartseinu Erets Tsion veYerushalaim | no se habrá perdido nuestra esperanza; la esperanza de dos mil años, de ser un pueblo libre en nuestra tierra: la tierra de Sion y Jerusalén. |

Pregunta: "¿Qué es Sion?  ¿Cuál es el significado bíblico de Sion?"
Respuesta: El salmo 87:2-3 dice, “Su cimiento está en el monte santo. Ama YAHVEH las puertas de Sion más que todas las moradas de Jacob. Cosas gloriosas se han dicho de ti, ciudad de Dios”. La palabra “Sion” ocurre más de 150 veces en la Biblia, significando esencialmente “fortaleza”.Diccionario Chávez
צִיּוֹן Sion. Este nombre significa "hito", "señal", un lugar encumbrado y visible.
En la Biblia, Sion es tanto la ciudad de David como la ciudad de Dios. Conforme la Biblia progresa, la palabra Sion tiene una transición de referirse primariamente a una ciudad física, a un significado más espiritual.
La primera mención de la palabra “Sion” en la Biblia se encuentra en 2 Samuel 5:7, “Pero David tomó la fortaleza de Sion, la cual es la ciudad de David”. Por lo tanto, Sion originalmente era el nombre de una antigua fortaleza de los jebuseos en la ciudad de Jerusalén. Sion llegó a ser no solo una fortaleza, sino también una ciudad en la cual estaba la fortaleza. Después que David capturó “la fortaleza de Sion”, Sion fue entonces llamada “la ciudad de David” (1 Reyes 8:1; 1 Crónicas 11:5; 2 Crónicas 5:2).
Cuando Salomón construyó el Templo en Jerusalén, la palabra Sion se expandió en significado para incluir también al Templo y el área que lo rodeaba (Salmos 2:6; 48:2, 11-12; 132:13) Finalmente Sion fue usado como un nombre para la ciudad de Jerusalén, la tierra de Judá, y la gente de Israel como un todo (Isaías 40:9; Jeremías 31:12; Zacarías 9:13).
El uso más importante de la palabra Sion es en un sentido teológico. Sion se usa de modo figurado para 'Israel' como el pueblo de Dios (Isaías 60:14). El significado espiritual de Sion continua en el Nuevo Testamento, donde se le da el significado cristiano del reino espiritual de Dios, la Jerusalén celestial (Hebreos 12:22; Apocalipsis 14:1). Pedro se refiere a Cristo como la Piedra Angular de Sion en Primera de Pedro 2:6: “Por lo cual también contiene la Escritura: He aquí, pongo en Sion la principal piedra del ángulo, escogida, preciosa; y el que creyere en él, no será avergonzado”.

## Relaciones entre Sion y Jerusalén
La "Puerta de Sion" o "Puerta del Profeta David" se halla en el Barrio Armenio de la Ciudad Vieja de Jerusalén. Presenta el impacto de los enfrentamientos armados entre árabes e israelíes en 1948 (guerra árabe-israelí).

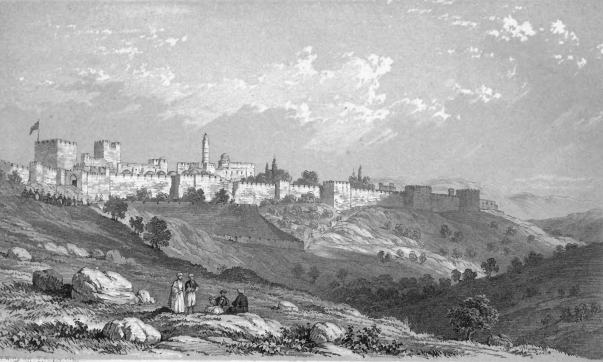
Estampa titulada "Jerusalén vista desde el Monte Sion", 1845.
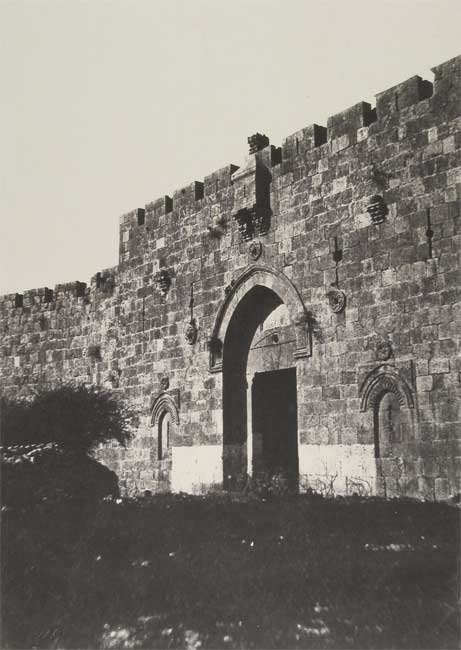
Auguste Salzmann, Puerta de David, Jerusalén, 1856
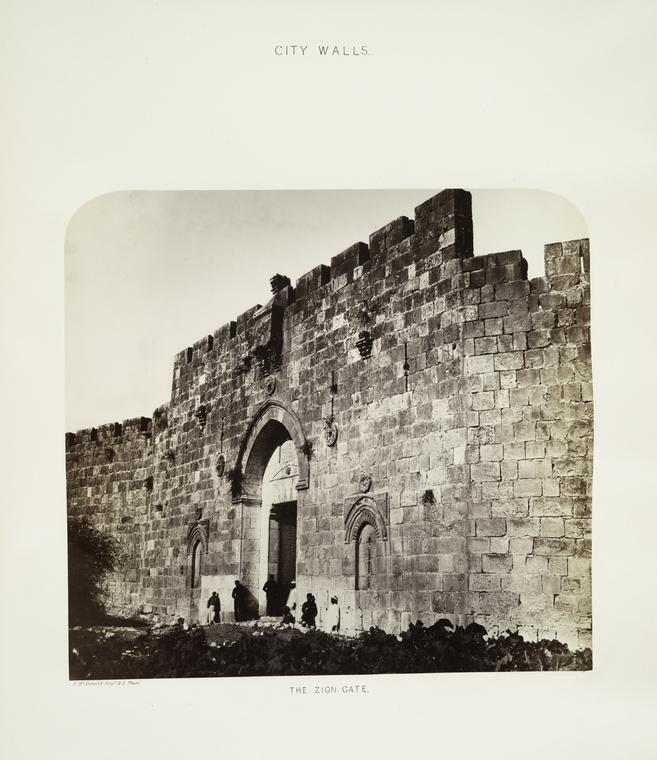
James McDonald, Muralla de la Ciudad: Puerta de Sion, 1865
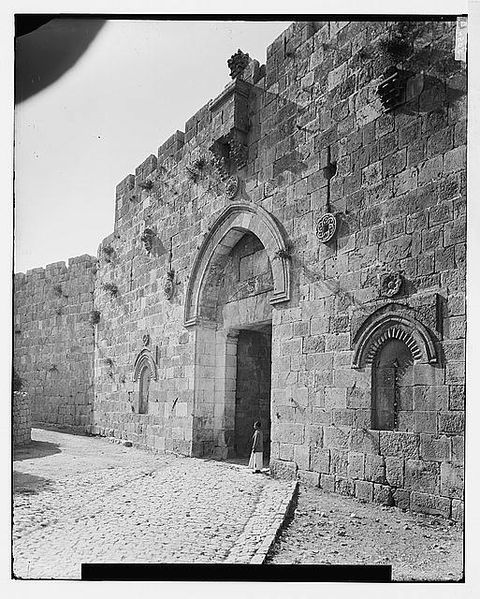
Puerta de Sion, 1898.
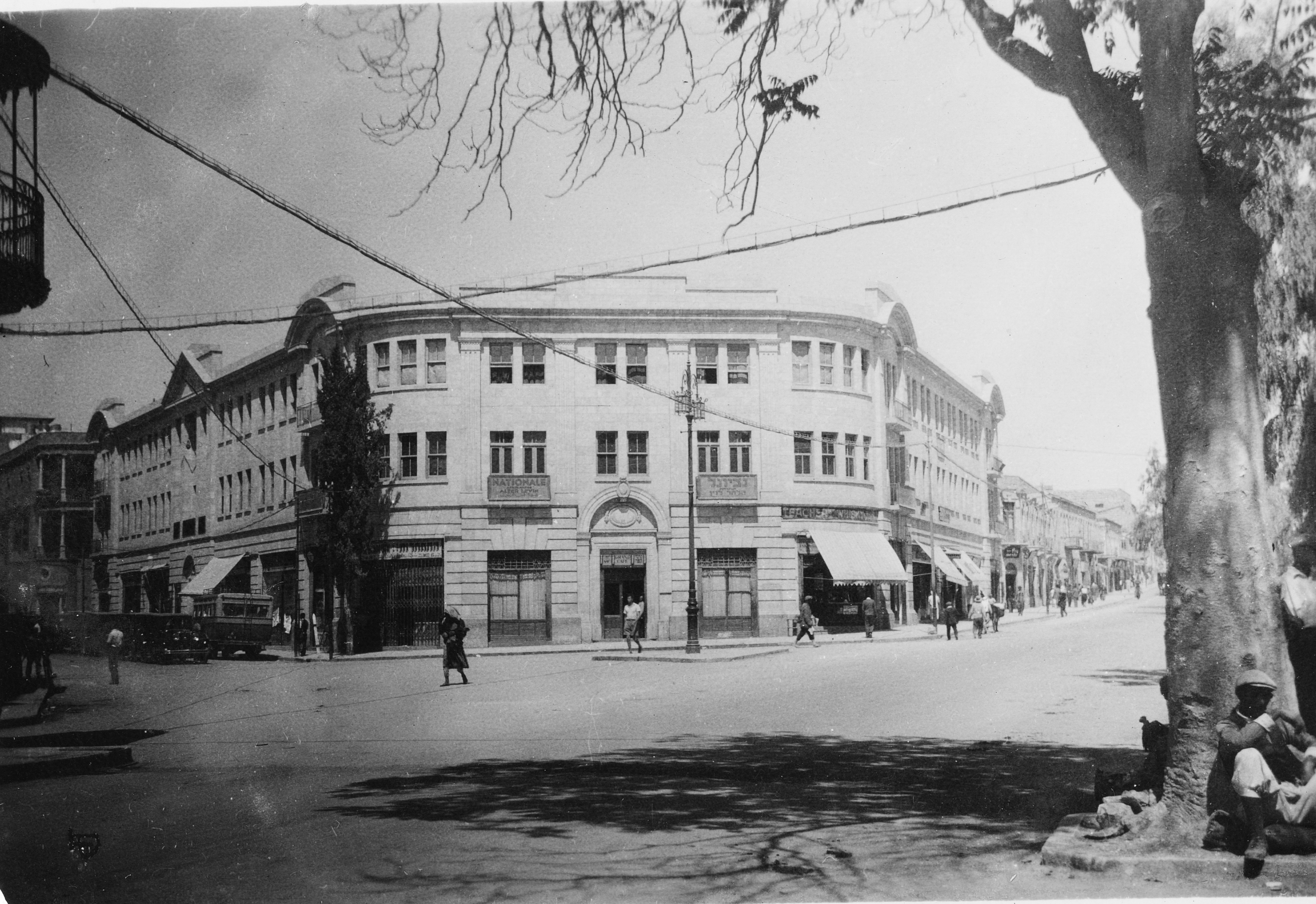
David Sary, Kikar Sion—'Plaza Sion', Jerusalén, 1936.
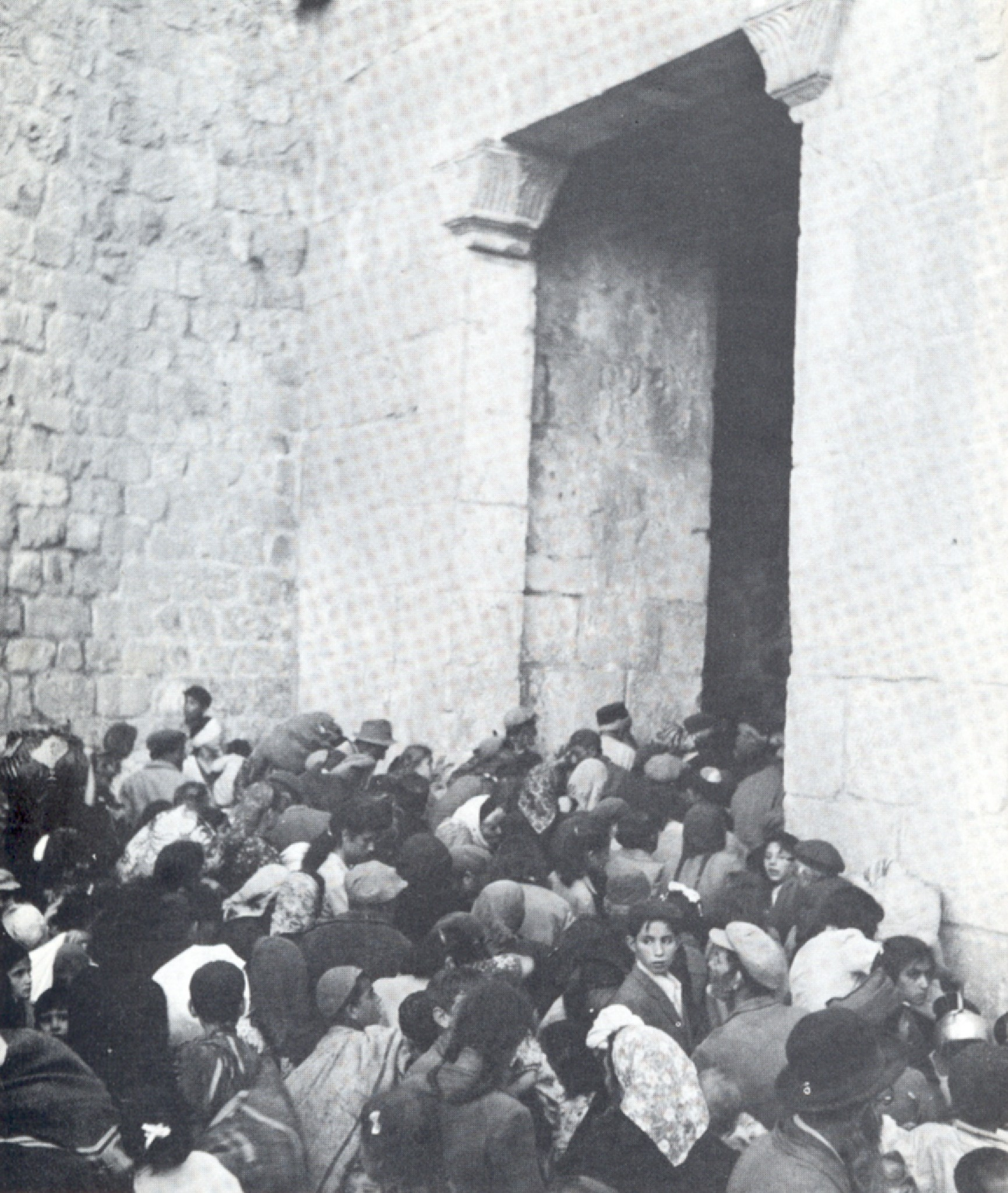
Jerosolimitanos judíos obligados a evacuar la Ciudad Vieja de Jerusalén a través de la Puerta de Sion en mayo de 1948
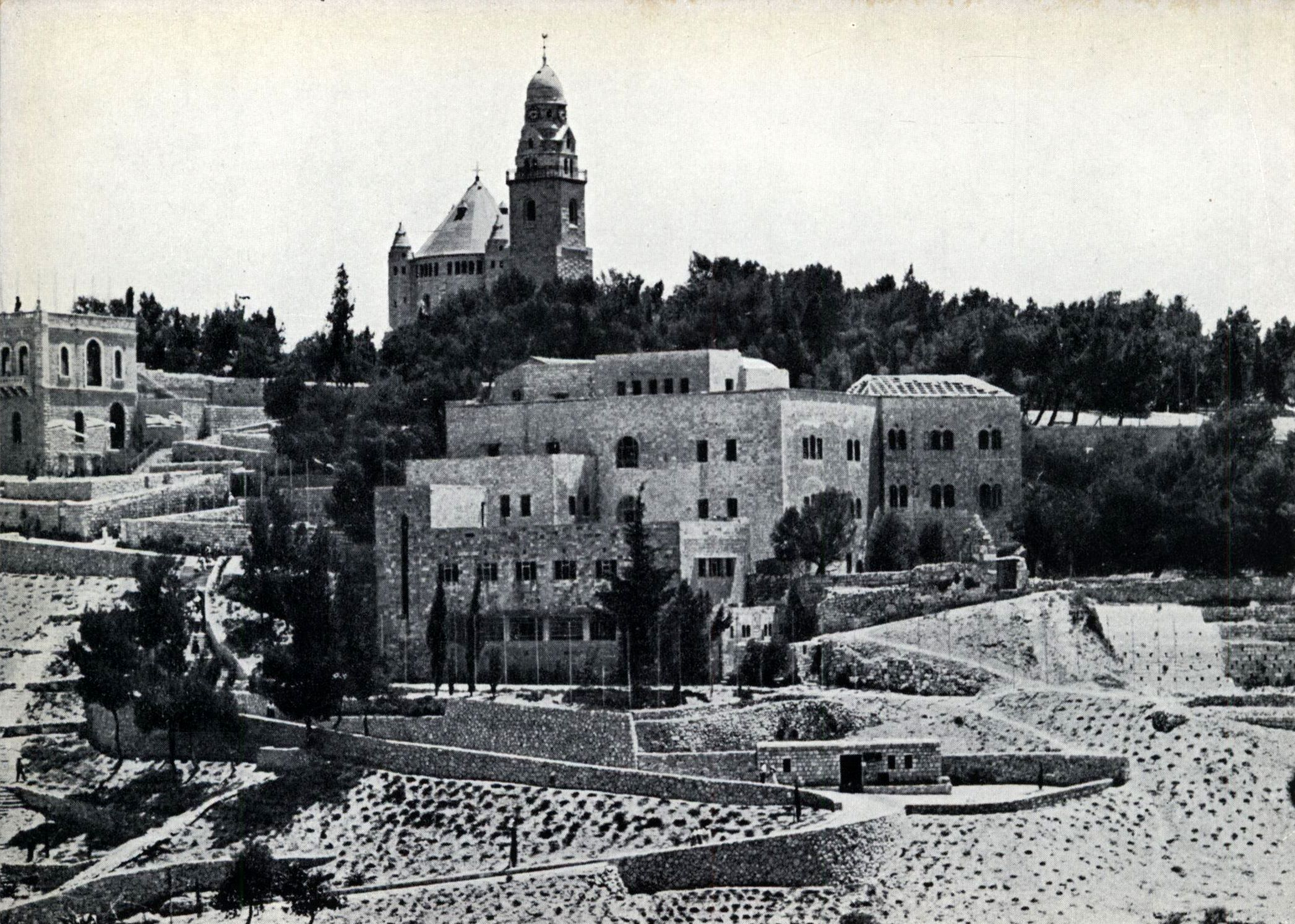
Monte Sion: trabajos de reconstrucción de la Iglesia de la Dormición llevados a cabo por el Gobierno israelí, 1954-58.
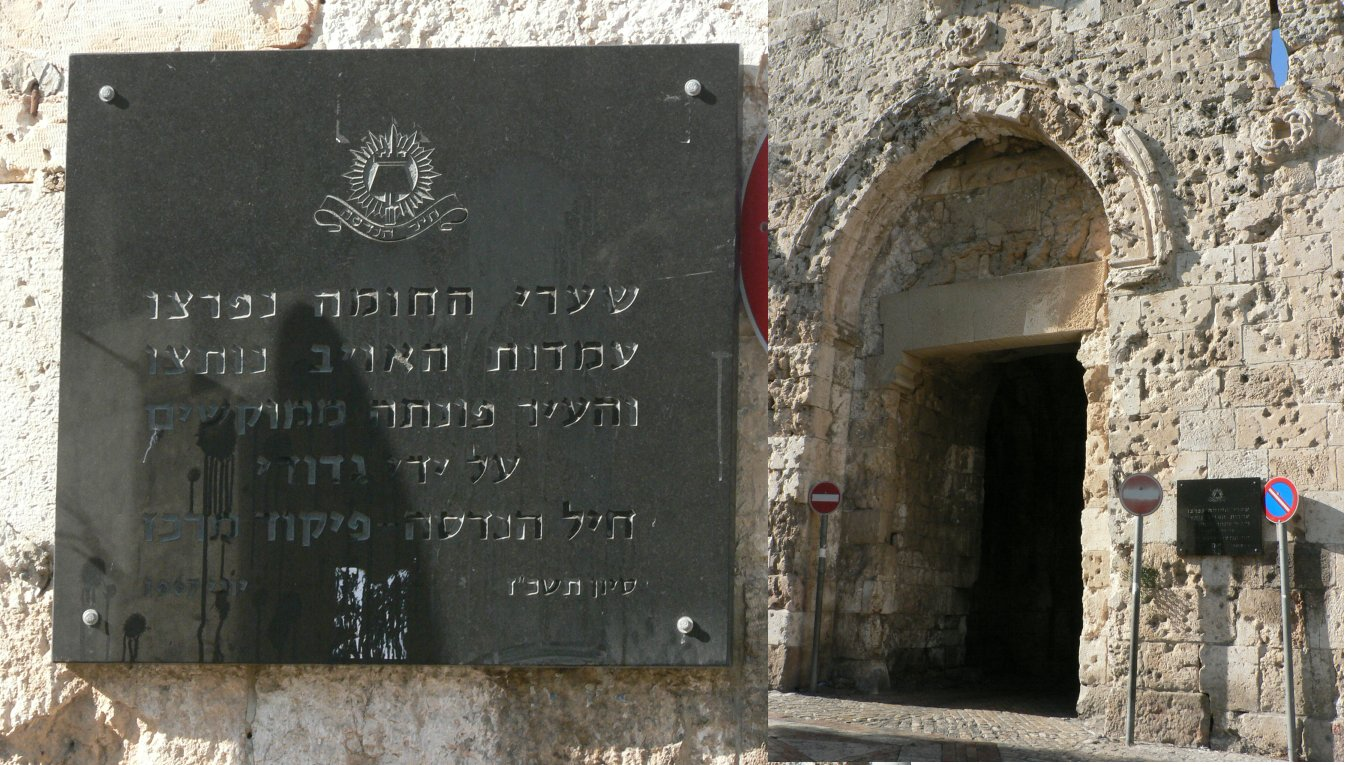
"Puerta de Sion: Abierta durante la Guerra de los Seis Días, 1967." Nótese el impacto de las balas.
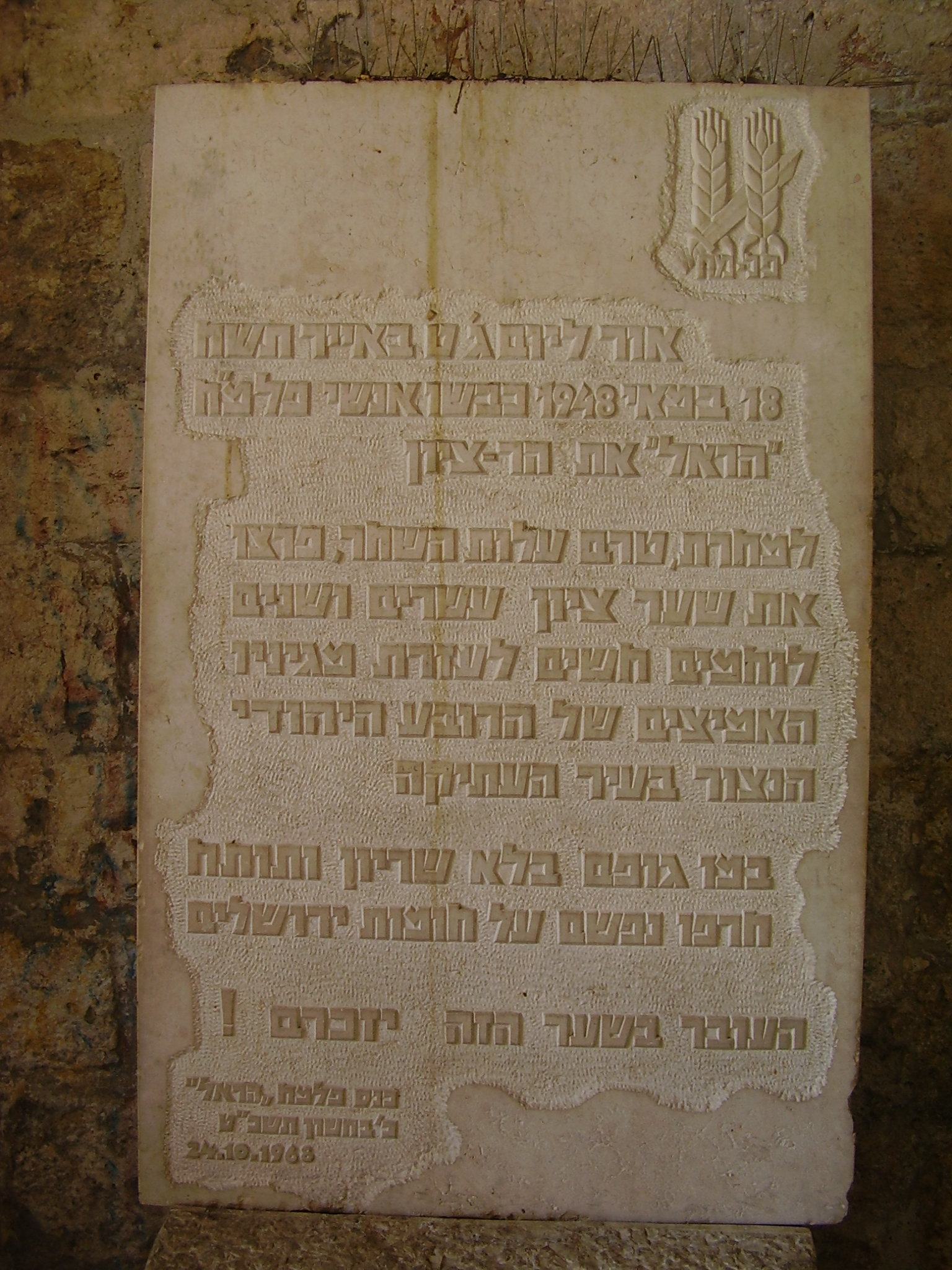
Plaqueta conmemorativa del Palmaj, 1968
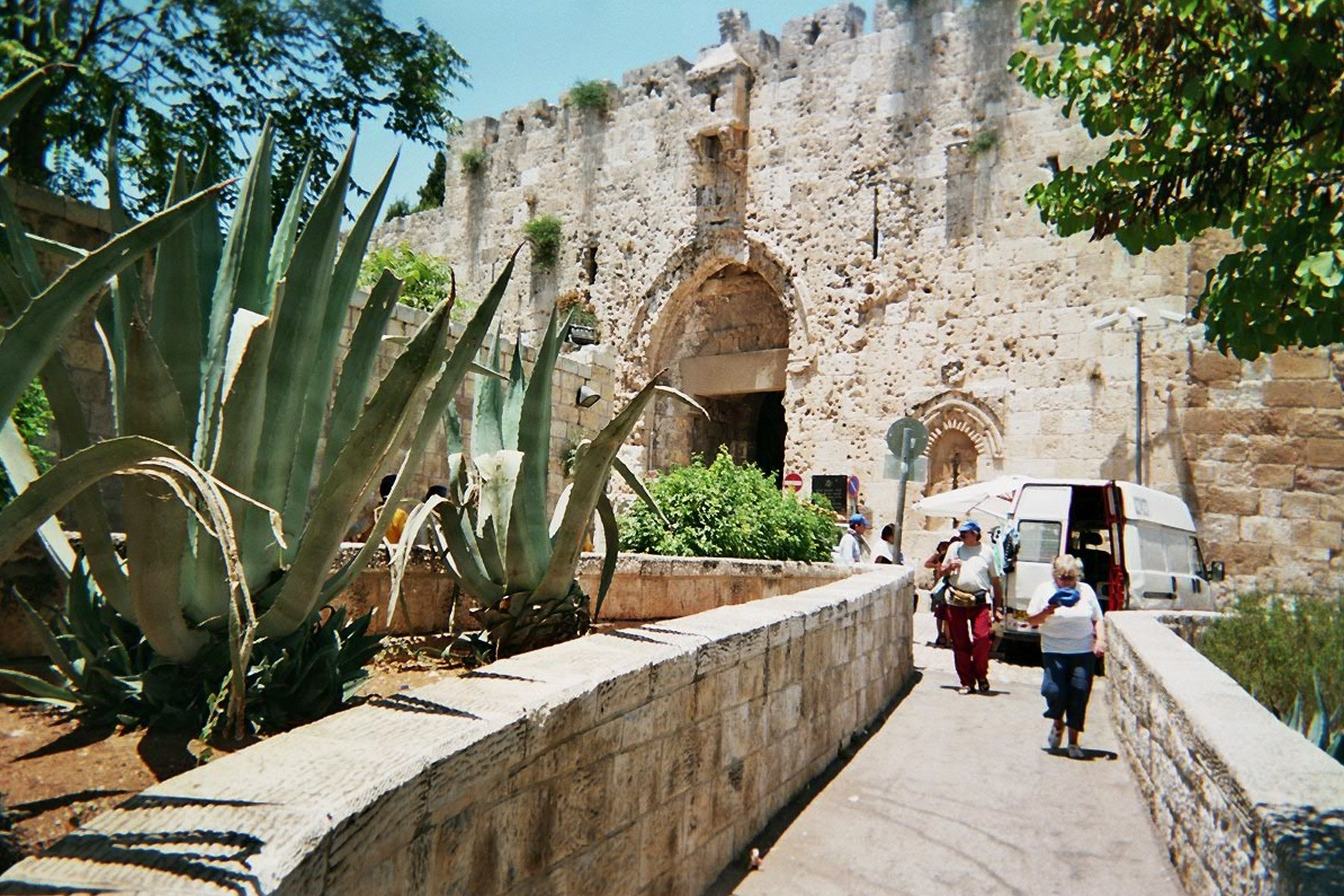
"Puerta de Sion o Puerta de David", 2007
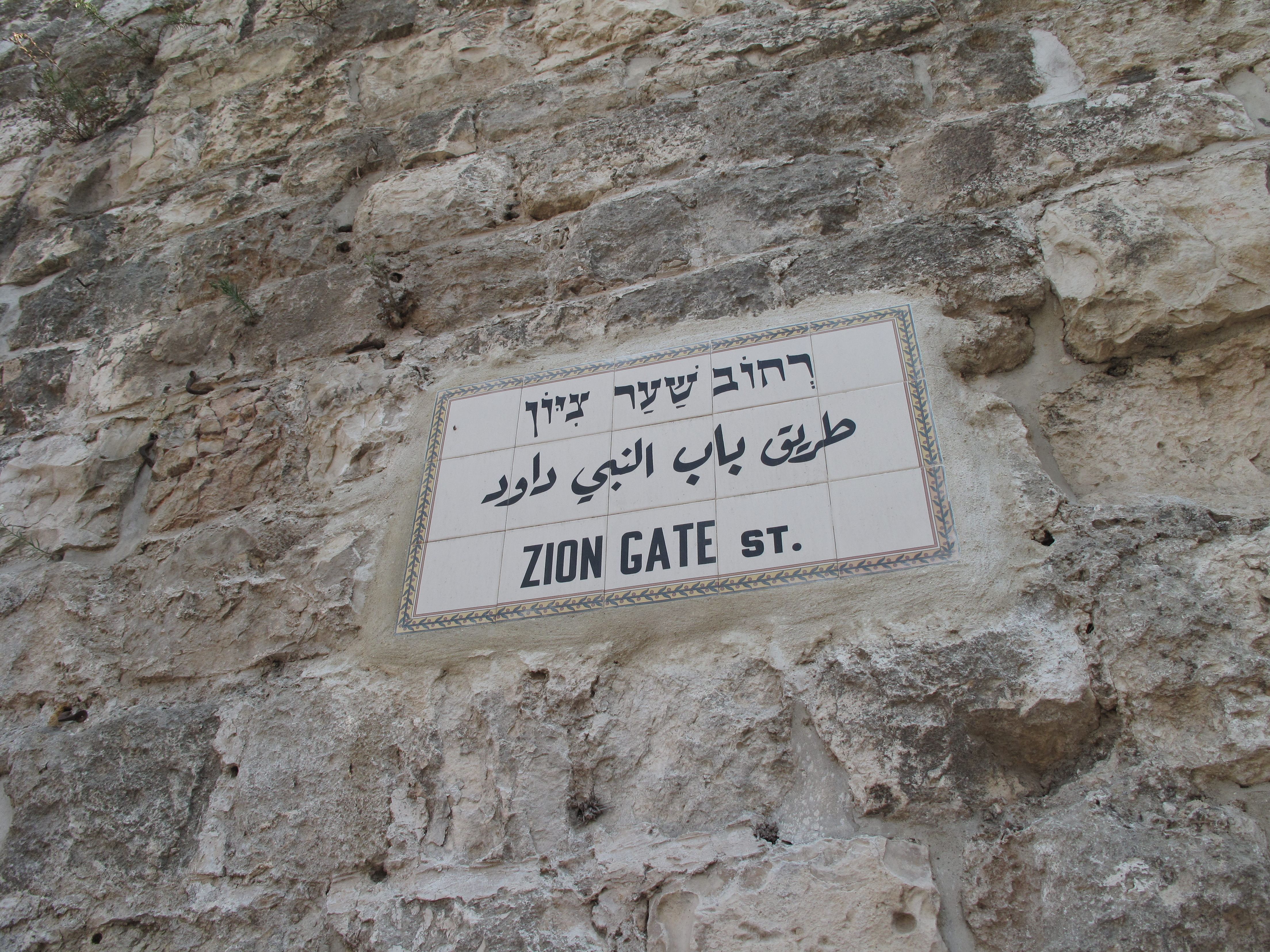
"Calle de la Puerta de Sion", en hebreo, árabe e inglés
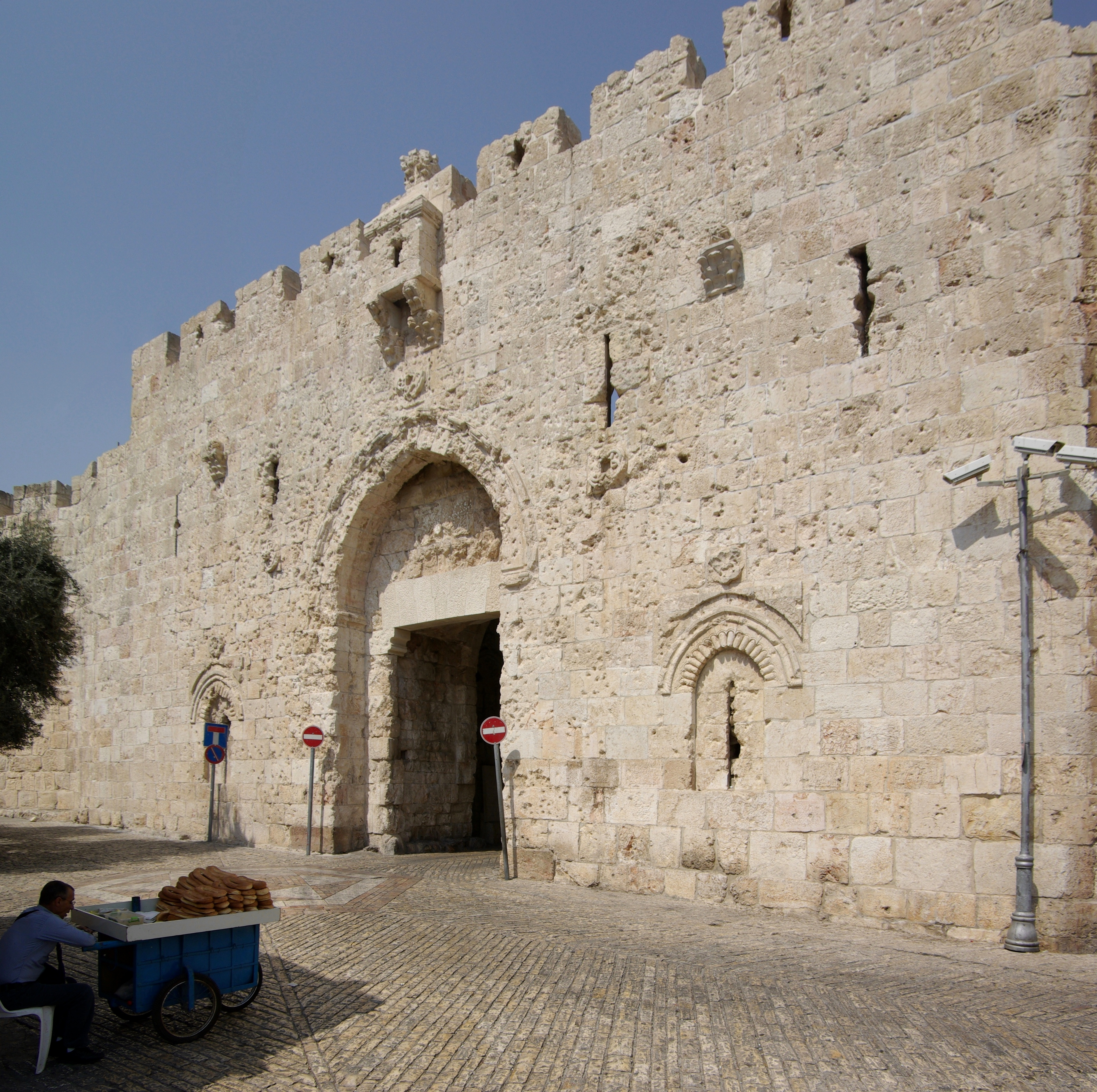
Puerta de Sion, 2010
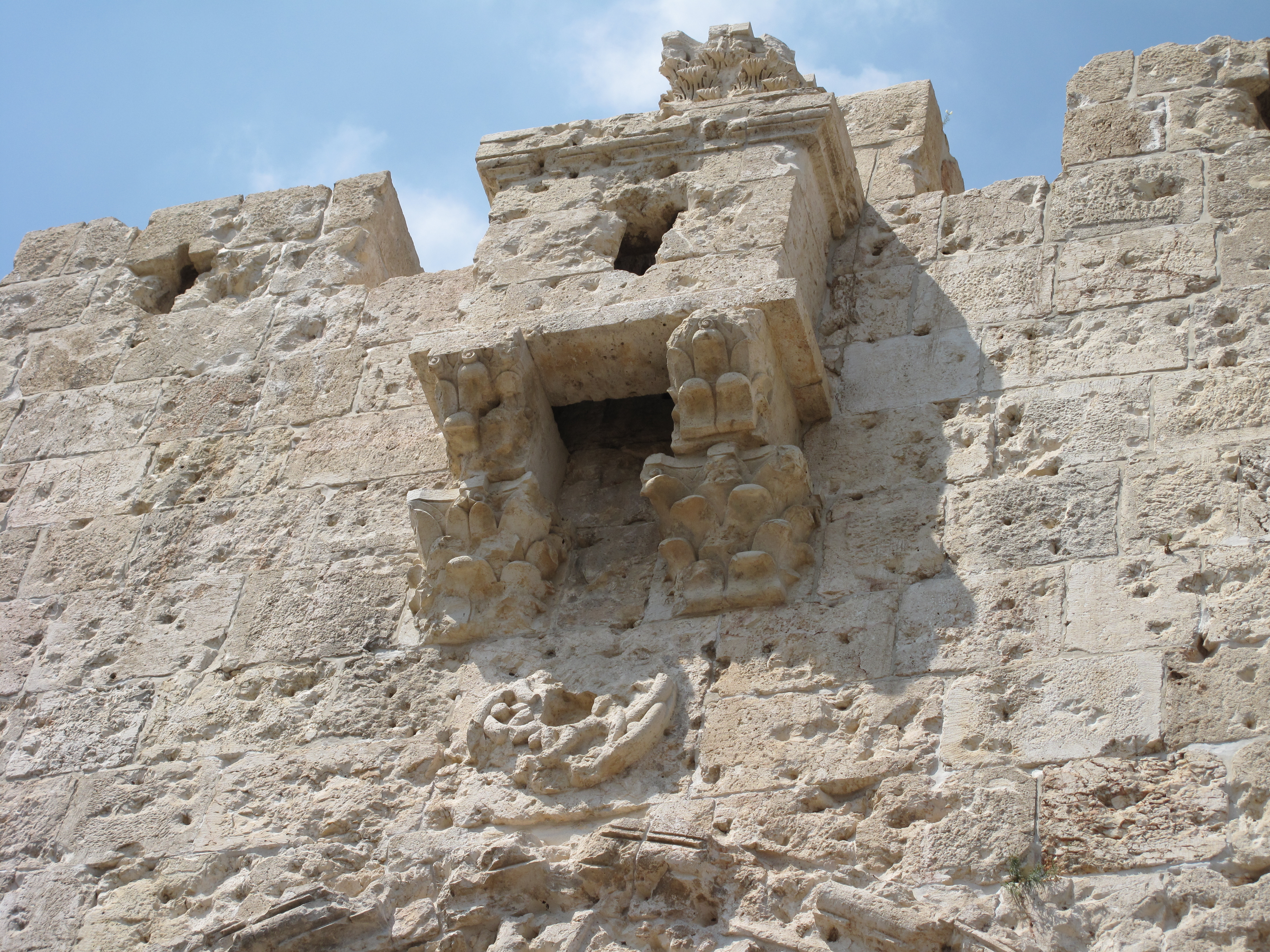
Detalle del puesto de vigilancia
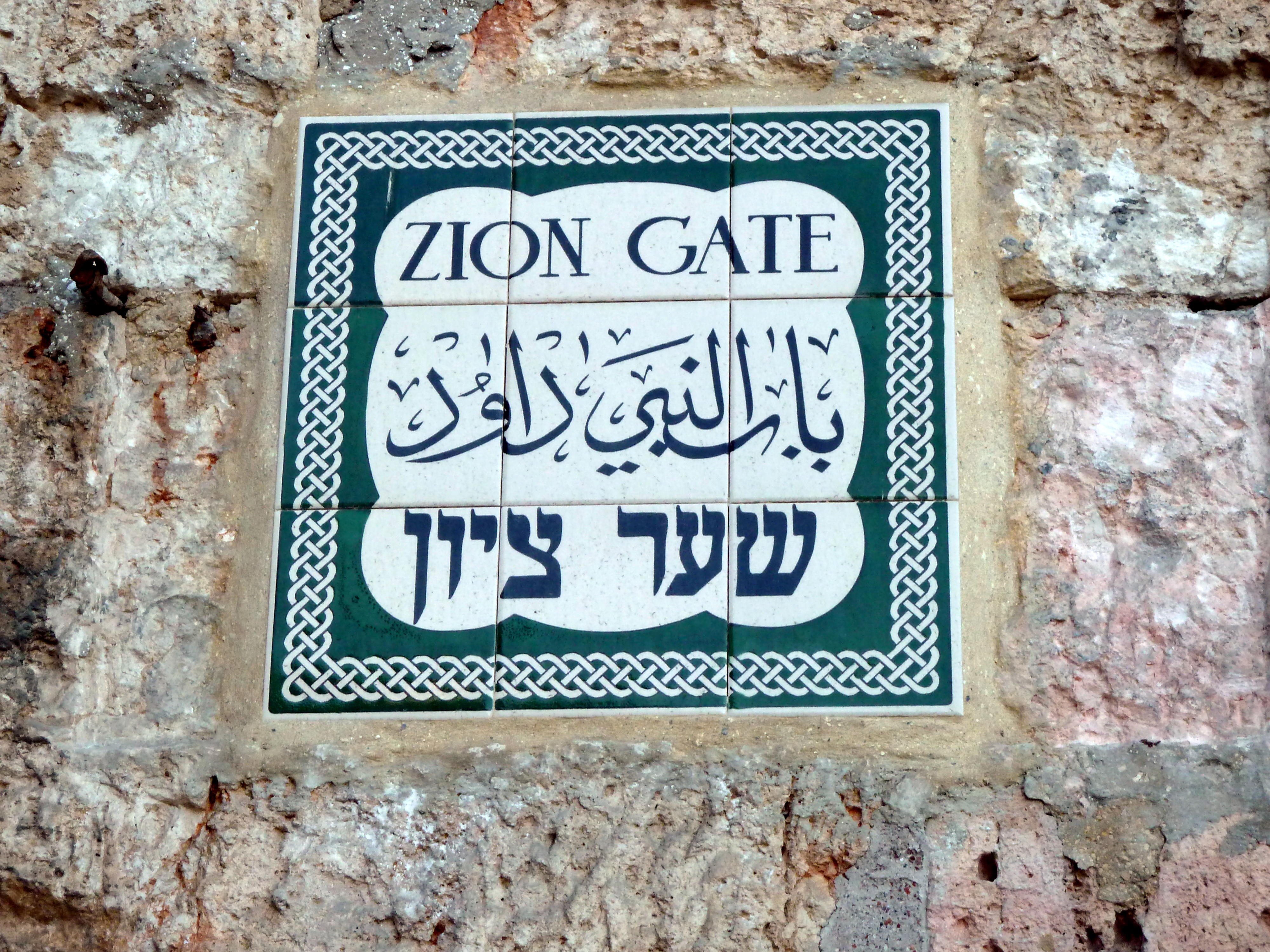
"Puerta de Sion", cartel en inglés, árabe y hebreo
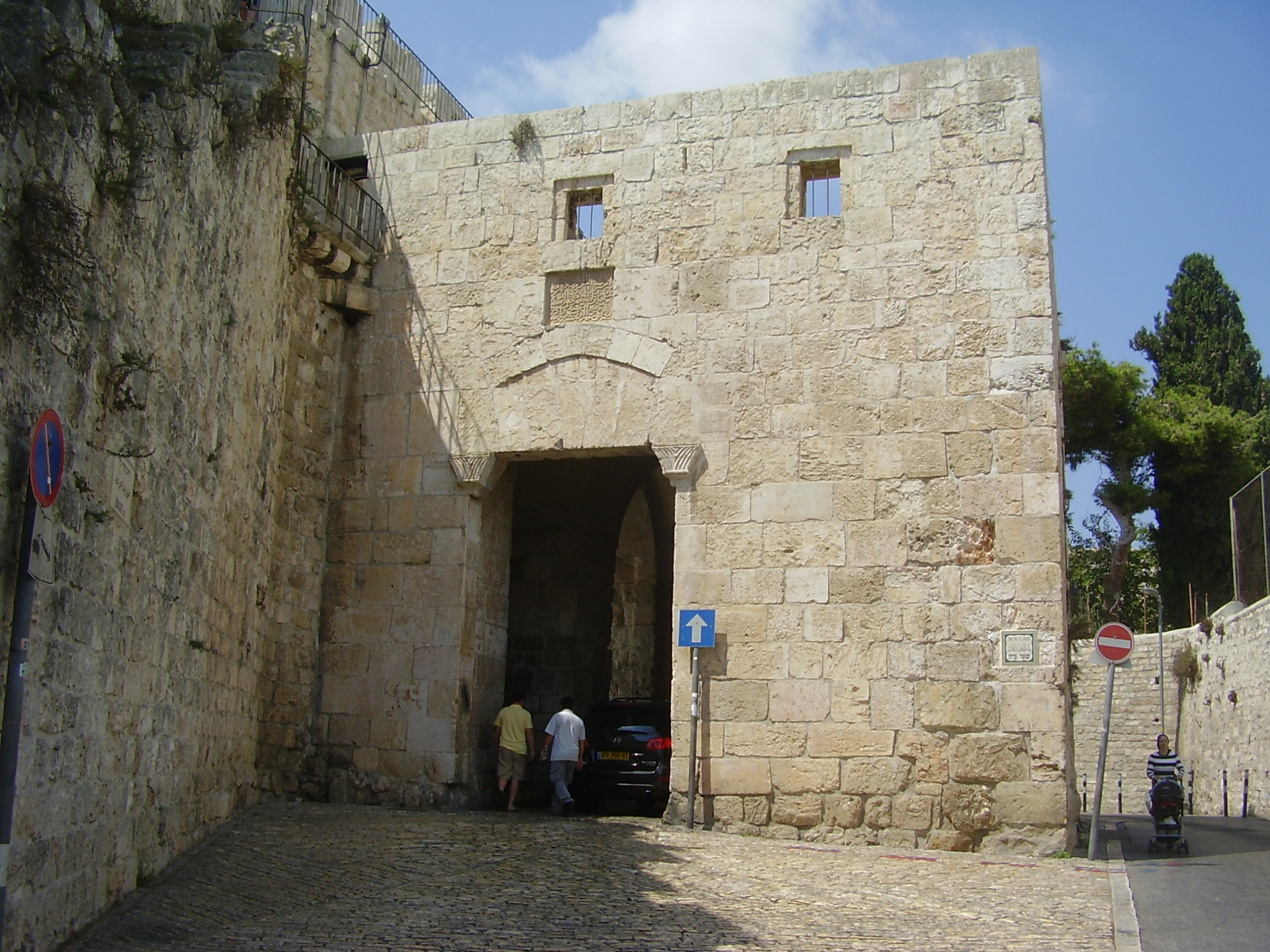
Puerta lateral, que también forma parte de la Puerta de Sion.
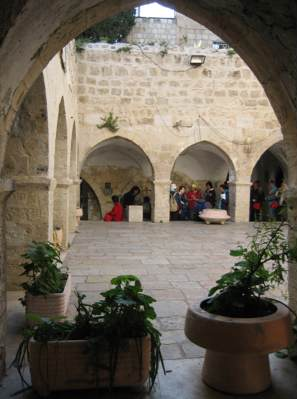
Antiguo Monasterio Franciscano en Monte Sion, Jerusalén, 2006

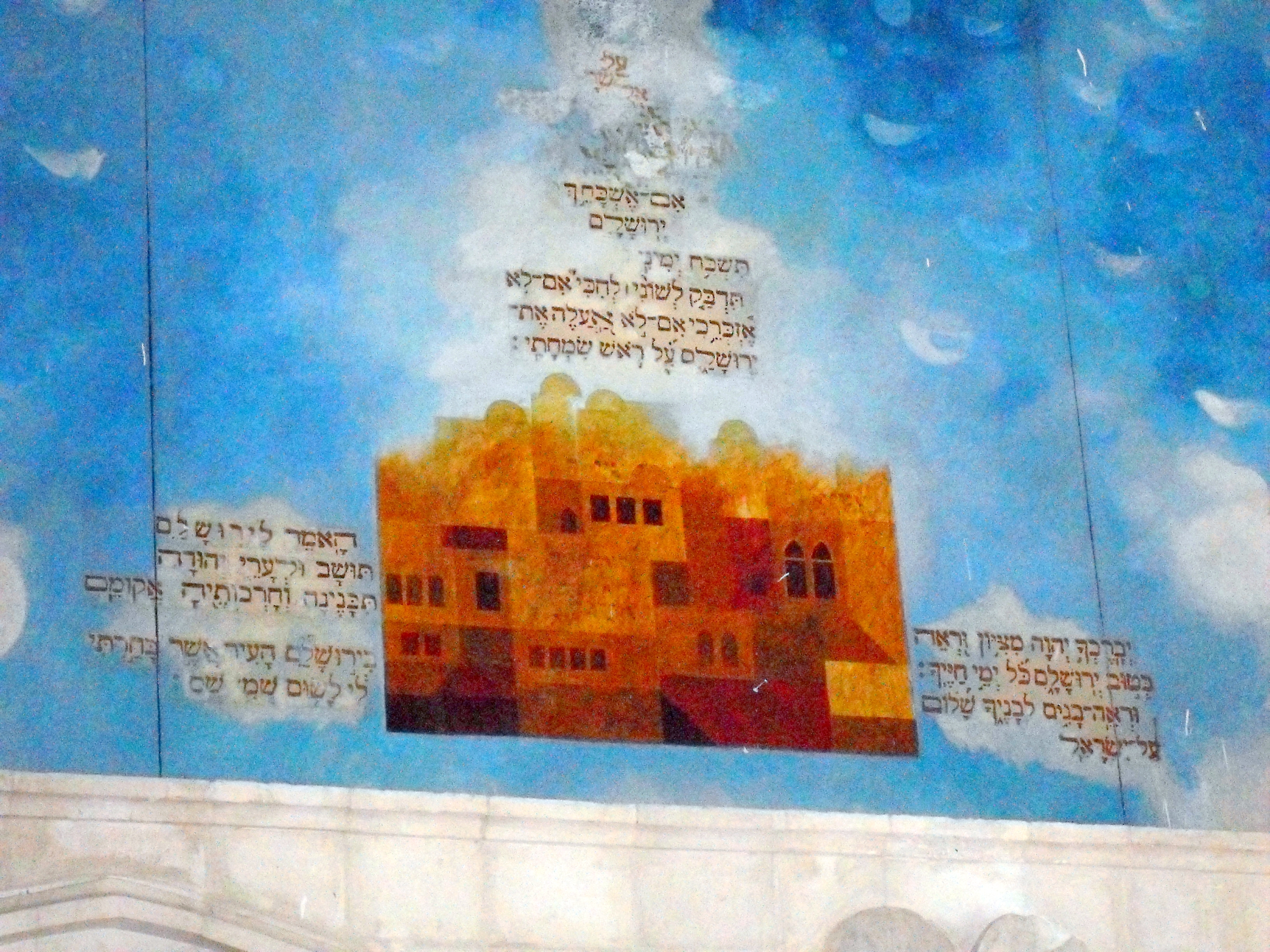
Pintura mural sobre el Hejal de la Sinagoga Yojanán Ben-Zakai con la Ciudad de Jerusalén representada como Sion y acompañada de versículos hebreos dedicados a ella: Salmos 137:5-6 (superior); Salmos 128:5-6 (derecha); Isaías 44:26 y 1 Reyes 11:36 (izquierda).

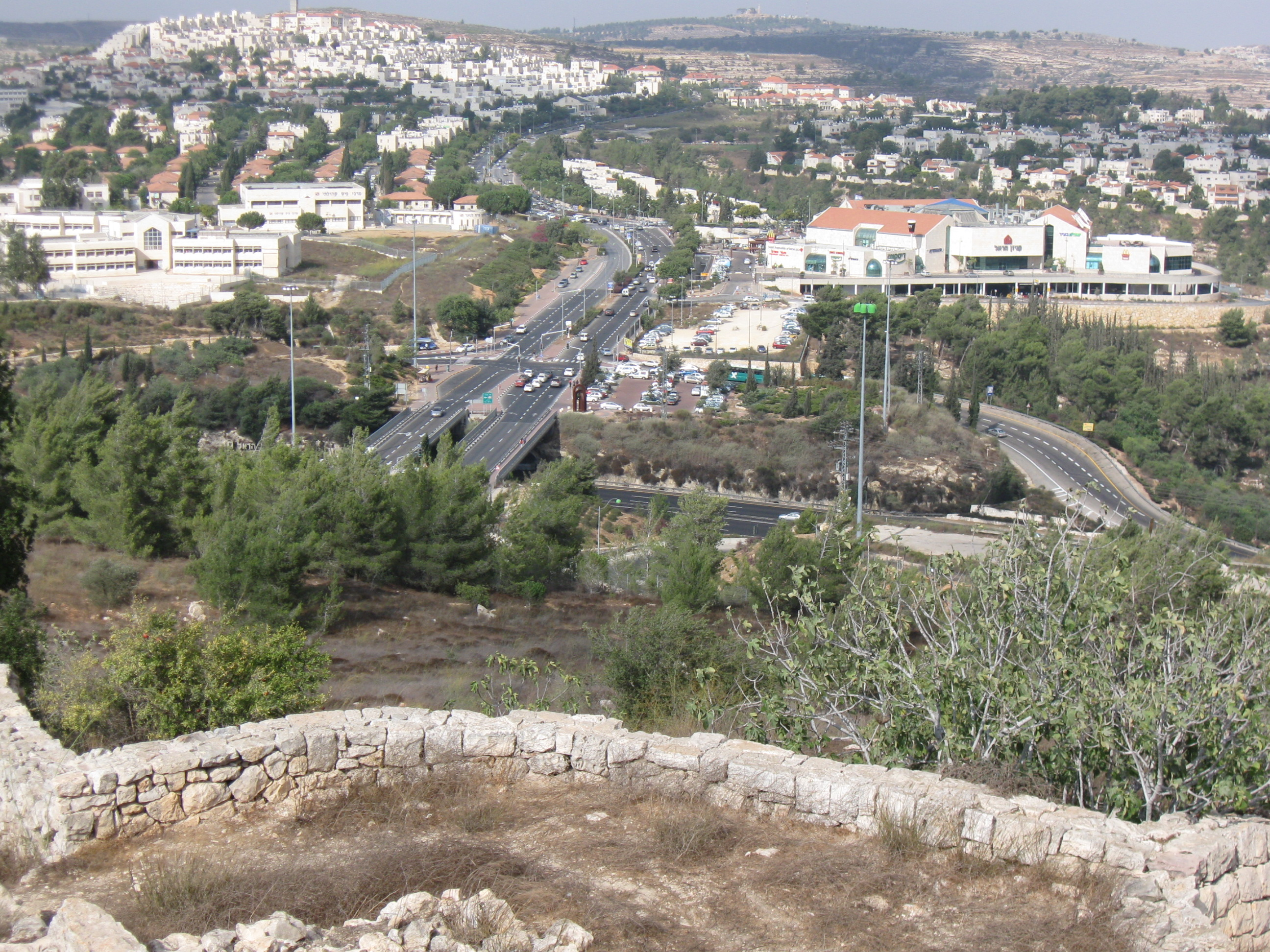
Mevaseret Sion, 2009

### Versículos bíblicos del mural en la Sinagoga Yojanán Ben-Zakai
Formando parte de un conjunto sinagogal sito en la Ciudad Vieja de Jerusalén, la Sinagoga Yojanán Ben-Zakai contiene una pintura mural con una imagen celestial de Sion acompañada de cuatro versículos bíblicos, donde las nociones de Sion y Jerusalén se encuentran íntimamente ligadas:
- Salmo 137:5-6. Si me olvidare de ti, oh Jerusalén, Pierda mi diestra su destreza. Mi lengua se pegue a mi paladar, Si de ti no me acordare; Si no enalteciere a Jerusalén Como preferente asunto de mi alegría.[14]

- Salmo 128:5-6. Bendígate Señor desde Sion, Y veas el bien de Jerusalén todos los días de tu vida, Y veas a los hijos de tus hijos. Paz sea sobre Israel.[15]

- Isaías 44:26. Yo, el que despierta la palabra de su siervo, y cumple el consejo de sus mensajeros; que dice a Jerusalén: Serás habitada; y a las ciudades de Judá: Reconstruidas serán, y sus ruinas reedificaré.[16]

- 1 Reyes 11:36. Y a su hijo daré una tribu, para que mi siervo David tenga lámpara todos los días delante de mí en Jerusalén, ciudad que yo me elegí para poner en ella mi nombre.[17]

## Otros usos del término

### Movimiento rastafari
Para los rastafaris Babilonia se encontraba en África, exactamente en Etiopía, donde el término también se usa. Algunos rastas se sienten los representantes de los auténticos hijos de Babilonia en la actualidad, y su anhelo es ser repatriados a África, o a Etiopía. La música reggae rasta tiene ciertas referencias a Babilonia.